# Prosthechea mariae
Prosthechea mariae — многолетнее эпифитное трявянистое растение семейства Орхидные, или Ятрышниковые (Orchidaceae).

## Синонимы
По данным Королевских ботанических садов в Кью:
- Encyclia mariae (Ames) Hoehne 1952
- Epidendrum mariae Ames 1937 basionym
- Euchile mariae (Ames) Withner, 1998

## Этимологияи история описания
Вид не имеет устоявшегося русского названия, в русскоязычных источниках обычно используется научное название Prosthechea mariae или его синоним Encyclia mariae.
Видовое название дано по имени жены первооткрывателя Mary Oestland.
Английское название — Marie's Epidendrum.

## Биологическое описание
Побег симподиального типа. 

Псевдобульбы до 2—4 см высотой, яйцевидной формы. Несут 2—3 листа. Образуют плотные группы.

Листья зелёные, продолговато-эллиптические, до 9—18 см в длину, 2—3 см в ширину.

Цветоносы свисающие, 1—4 цветковые, от 5 до 27 см в длину. Образуются на вызревших туберидиях.

Цветки ароматные, до 5—8 см в диаметре. Губа белая с зелеными прожилками.

## Ареал, экологические особенности
Эпифит на высотах от 1000 до 1200 метров над уровнем моря в сухих дубовых лесах на Северо-востоке Мексики (Идальго (Hidalgo), Сан-Луис-Потоси (San Luis Potosí), Тамаулипас (Tamaulipas), Веракрус (Veracruz)).
Активная вегетация происходит во влажный сезон с мая по октябрь.
Климат по данным метеорологической станций Тампико, Мексика, широта: 22-13N, долгота: 97-51W, высота над уровнем моря не известна. 

Среднемесячные минимальные\максимальные температуры и количество осадков: 
- Январь — 13\22°С, 20 мм
- Февраль — 14\23°С, 10 мм
- Март — 17\26°С, 10 мм
- Апрель — 20\28°С, 20 мм
- Май — 22\30°С, 40 мм
- Июнь — 23\31°С, 140 мм
- Июль — 23\31°С, 110 мм
- Август — 23\32°С, 120 мм
- Сентябрь — 22\31°С, 200 мм
- Октябрь — 20\29°С, 90 мм
- Ноябрь — 17\26°С, 30 мм
- Декабрь — 15\24°С, 40 мм

Относится к числу охраняемых видов (II приложение CITES).

## В культуре
Цветение в конце зимы — начале весны. 

Температурная группа — умеренная. Для нормального цветения обязателен перепад температур день/ночь в 5—8°С.
 Требования к освещению такие же, как у каттлей — яркий, слегка рассеянный свет. В условиях квартиры — окна южной, восточной и западной ориентации.
Относительная влажность воздуха 50—70 %.
Посадка на блок или в корзинку для эпифитов с субстратом из сосновой коры средней фракции. Субстрат не должен препятствовать движению воздуха в корнеобитаемой зоне.
С осени до появления новых побегов — период покоя, во время которого температура воздуха должна быть уменьшена, а полив почти полностью прекращен.

Во избежание грибковых и бактериальных болезней корней субстрат должен успевать полностью просохнуть между поливами.

## Искусственныегибриды(грексы)
По данным The International Orchid Register.
- Epicyclia Prince Albert - Euchile mariae x Epi. parkinsonianum, Svoboda, 2004
- Yamadara Muscat Smile - Euchile mariae x Blc. Lester McDonald, Ohba Orch., 2001
- Rothara Touch of Lemon - Pot. Lemon Tree x Euchile mariae, P & J Orch., 2002